# Поедание животных
«Мясо. Eating Animals» (англ. Eating Animals) — третья книга американского писателя Джонатана Сафрана Фоера, опубликованная в 2009 году и ставшая первой работой автора в жанре документальной прозы.

## Тематика

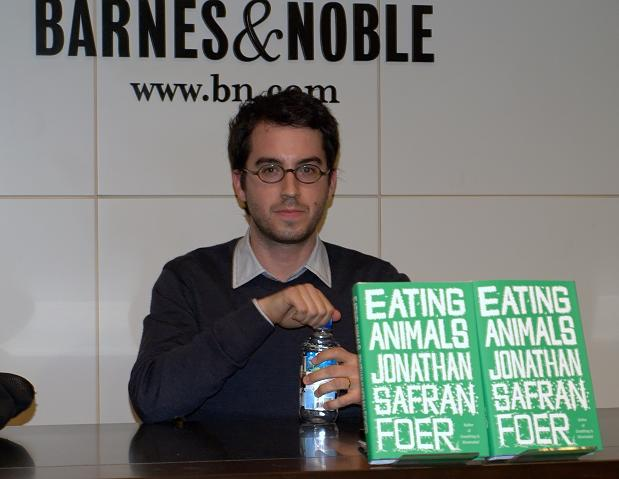
Джонатан Сафран Фоер на презентации книги в Barnes & Noble

Фоер сосредотачивает внимание на вопросе промышленных методов ведения сельского хозяйства и промыслового рыболовства. Он рассматривает проблему прав животных, которых разводят на убой, гуманной организации производства, например, прилова рыбы и ситуацию на промышленных скотобойнях, в частности, индонезийских рыболовных траулеров, которые убивают 26 фунтов морских существ на каждый фунт пойманных креветок, и множество американских скотобоен с ужасающими условиями труда. Из-за этого работники сельскохозяйственной отрасли подвержены рискам для здоровья, в частности, Фоер рассматривает теорию, что вирус свиного гриппа появился на одной из ферм в Северной Каролине, и что 98 % американской куриной продукции, поступившей в продажу, были заражены кампилобактерами и сальмонеллой.
Помимо проблематики убоя животных, Фоер поднимает вопрос культурного значения пищи на примере своей бабушки, которая пережила Холокост и всю жизнь одержима поеданием еды. Он отталкивается от критики работы Майкла Поллана, где тот выдвигает собственную теорию об отношениях с пищей, которую мы поедаем.

## Реакция
Книга получила прохладные отзывы от критиков. Некоторые из рецензентов, например, New York и The Washington Post не согласились с выводами Фоера, списав успех книги на рынке на зашкаливающую популярность автора. The New York Times также отозвались двояко, в то время как Los Angeles Times и The New Yorker, наоборот, высказались положительно, похвалив и сам процесс исследования Фоера и полученные им выводы. Актриса Натали Портман в газете Huffington Post заявила, что «„Поедание животных“ Джонатана Сафрана Фоера превратила её, вегетарианку с двадцатилетним стажем, в веган-активистку».

## Перевод
В России книга была выпущена в 2011 году издательством «Эксмо» в переводе Е. Зайцевой под названием «Мясо. Eating Animals».